# Sisne
Sisne – gaun wikas samiti w zachodniej części Nepalu w strefie Rapti w dystrykcie Rukum. Według nepalskiego spisu powszechnego z 2001 roku liczył on 244 gospodarstw domowych i 1387 mieszkańców (664 kobiet i 723 mężczyzn).